# Numer WE
Numer WE (EC number) – numer przypisany substancji chemicznej w Europejskim Wykazie Istniejących Substancji o Znaczeniu Komercyjnym (EINECS – ang. European Inventory of Existing Chemical Substances), w Europejskim Wykazie Notyfikowanych Substancji Chemicznych (ELINCS – ang. European List of Notified Chemical Substances) lub w wykazie substancji chemicznych wymienionych w publikacji "No-longer polymers".
Jest to siedmiocyfrowy numer o strukturze XXX-XXX-X rozpoczynający się od liczby:
- 200-001-8 (EINECS)
- 400-010-9 (ELINCS)
- 500-001-0 (No-longer polymers)
- 700-000-1 (substancje zarejestrowane na mocy rozporządzenia 1907/2006 WE REACH)

oraz substancje wstępnie zarejestrowane w celu skorzystania z okresów przejściowych wynikających z Rozporządzenia REACH 1907/2006 WE:
- 600-001-0 (zarejestrowane wstępnie nie posiadały numeru EINECS, a jedynie numer CAS)
- 900-001-1 (zarejestrowane wstępnie jedynie na podstawie nazwy substancji – w tym substancje wieloskładnikowe)